# Guy Easterby
Walter Guy Easterby (Tadcaster, 21 marzo 1971) è un ex rugbista a 15 e dirigente sportivo irlandese, già mediano di mischia, tra le altre, di Llanelli e Leinster, e 25 volte internazionale per l'Irlanda.

## Biografia
Guy Easterby, come suo fratello Easterby, è nato nel North Yorkshire da madre irlandese e padre inglese.
Cresciuto nel Rotherham, squadra inglese della sua contea d'origine, fu ai London Scottish nel 1998 e, dopo solo un anno, in Galles all'Ebbw Vale nel quale si mise in luce a fine stagione per il passaggio al Llanelli, che affrontava le competizioni europee.
Sempre nel 2000 debuttò per la Nazionale dell'Irlanda — Paese che aveva deciso di rappresentare grazie all'origine di sua madre — a Manchester contro gli Stati Uniti.
Nel 2003, finito il contratto con Llanelli, tornò al Rotherham; quando il club retrocedette in seconda divisione, Easterby fu liberato del suo impegno e si trasferì in Irlanda al Leinster.
A fine anno prese parte alla spedizione irlandese alla Coppa del Mondo di rugby 2003.
Nel 2007 si ritirò, ma fu richiamato a fine anno con un contratto temporaneo per coprire carenze d'organico, al termine del quale cessò definitivamente l'attività agonistica.
Passato alla dirigenza del Leinster, fu team manager della squadra B in British and Irish Cup, e a seguire della prima squadra in Pro12.

## Palmarès

### Giocatore
- Celtic League: 1
2007-08

### Allenatore
- Pro14: 2
Leinster: 2017-18, 2019-20
- Champions Cup: 1
Leinster: 2017-18